# Mormodes buccinator

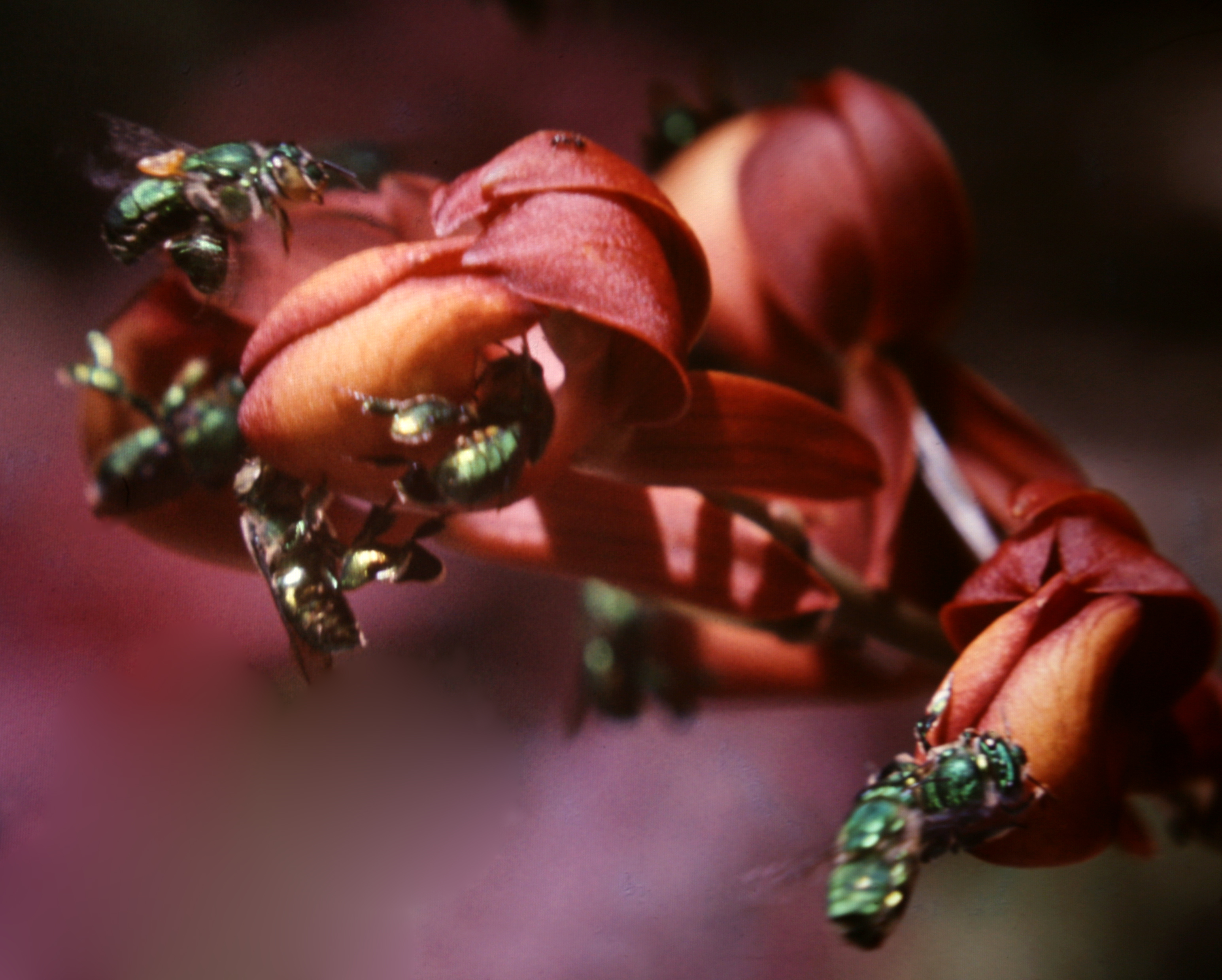

Mormodes buccinator Lindl. 1840 es una especie epífita perteneciente a la familia de las orquidáceas.

## Distribución y hábitat
Encontrada en México, Guatemala, El Salvador, Honduras, Nicaragua, Venezuela,Ecuador Colombia, Perú  y Brasil en los bosques de tierras bajas cerca de las elevaciones de 450 a 1500 m s. n. m.

## Descripción
Es una orquídea de gran tamaño que prefiere el clima cálido a fresco, epífito con pseudobulbo  oblongo-elipsoide a ovoide, ligeramente comprimido envuelto por varias vainas basales imbricadas y hojas oblongas a lanceolados, caducas, acuminadass y que florece en el maduro psuedobulbo después de la caída de las hojas basales de una inflorescencia lateral de 37,5 cm de largo , con pocas a varias [7 a 12]  flores de 6.5 cm de longitud muy fragantes con olor a especias y que se producen en fines de invierno y comienzos de primavera.
En Venezuela, esta especie se encuentra amenazada debido a la explotación como planta ornamental y la destrucción de su hábitat, apareciendo así en el Libro rojos de la flora venezolana.

## Nombres comunes
- Castellano: mormodes inflada
- Inglés:  inflated mormodes

## Sinonimia
- Catasetum buccinator (Lindl.) Lindl. ex Stein;
- Mormodes amazonica Brade 1939;
- Mormodes brachystachya Klotzsch 1852;
- Mormodes buccinator var. theiochlora Rchb.f. 1881;
- Mormodes flavida Klotzsch 1852;
- Mormodes lentiginosa Hook. 1849;
- Mormodes leucochila Klotzsch 1853;
- Mormodes marmorea Klotzsch 1853;
- Mormodes theiochlora (Rchb.f.) Salazar 1994;
- Mormodes vitellina Klotzsch 1853;
- Mormodes wagneriana Klotzsch 1853[2]